# PP Carinae
Cet article concerne p Carinae (avec un p minuscule). Pour P Carinae (avec un P majuscule), voir V399 Carinae
Désignations
PP Carinae (en abrégé PP Car), est une étoile variable de troisième magnitude de la constellation de la Carène. Elle porte également la désignation de Bayer p Carinae (p Car). D'après la mesure de sa parallaxe annuelle par le satellite Hipparcos, l'étoile est située à environ 480 années-lumière de la Terre. Elle s'éloigne du Système solaire à une vitesse radiale héliocentrique de +26 km/s. Elle est considérée comme étant membre de l'amas ouvert IC 2602, bien qu'elle réside loin du cœur de l'amas.
PP Carinae est une étoile bleu-blanc de la séquence principale de type spectral B4Vne. Le suffixe « ne » indique qu'il s'agit d'une étoile Be à rotation rapide, qui est entourée d'un disque circumstellaire de gaz chaud. Elle est classée comme une variable de type Gamma Cassiopeiae et sa luminosité varie entre les magnitudes 3,22 et 3,55.